# Corendon Airlines
Corendon Airlines — турецька авіакомпанія що обслуговує курортні напрямки, головний офіс якого розташовано в Анталії та має базу в аеропорту Анталія.

## Флот

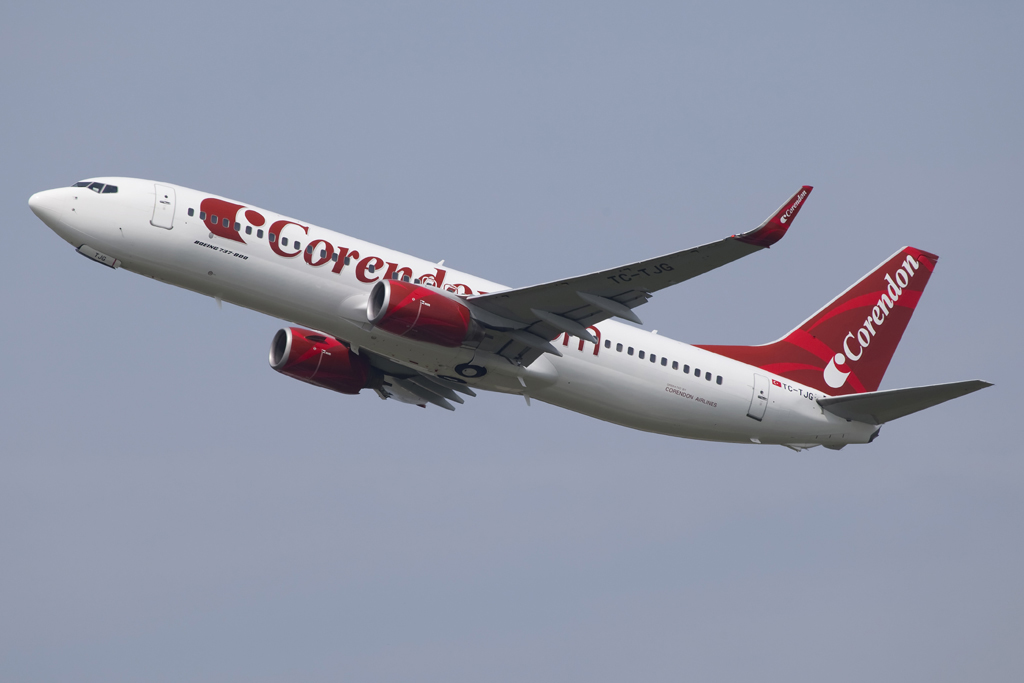
Corendon Airlines Boeing 737-800 у старій лівреї

| Тип              | В дії | Замовлено | Пасажирів | Примітки                                      |
| ---------------- | ----- | --------- | --------- | --------------------------------------------- |
| Airbus A320-200  | 2     | 0         | 174       | сезонно орендований компанією Global Aviation |
| Boeing 737-800   | 10    | 0         | 189       | 3 літака, що сезонно орендується SpiceJet     |
| Boeing B737-MAX8 | 1     | 0         | 189       | перший оператор Boeing 737 MAX в Туреччині    |
| Разом            | 13    | 0         |           |                                               |